# آی‌پد (نسل چهارم)
آی‌پد (نسل چهارم) (به انگلیسی: iPad 4th generation) (یا تحت عناوین آی‌پد با صفحه نمایش رتینا یا به اختصار آی‌پد ۴) یک تبلت است که طراحی، توسعه و فروش آن توسط شرکت اپل صورت گرفته‌است. آی‌پد ۴ که روز ۲۳ اکتبر ۲۰۱۲ معرفی شد و در ۲ نوامبر ۲۰۱۲ به فروش رسید، چهارمین نسل از خانواده آی‌پد است که پس از آی‌پد ۳ معرفی شد. آی‌پد ۴ دارای صفحه نمایش رتینا، پردازنده A6X، سیستم عامل آی‌اواس ۶ و کانکتور لایتنینگ است.
نحوه قیمت گذاری آی‌پد۴، همانند نسل قبلی خود است. پس از معرفی آی‌پد۴، تولید آی‌پد نسل سوم متوقف شد.

## مقایسه آی‌پد۴ و آی‌پد۳
- آی‌پد۴ به پردازنده A6X به همراه پردازنده گرافیکی PowerVR554MP4 مجهز شده‌است که توان پردازشی آن ۲ برابر توان پردازشی پردازنده A5X به کارگرفته شده در آی‌پد۳ است.
- دوربین جلوی ۱٫۲ مگاپیکسلی با قابلیت فیلمبرداری HD
- پشتیبانی از گلوناس
- کانکتور لایتنینگ[۱]

## مزایا
- پردازنده 2 هسته ای A6 اپل
- پردازنده گرافیکی 4هسته ای
- رزولوشن بالا 1536x2048 پیکسل
- استفاده پوشش ضد خش و ضد اثر انگشت
- استفاده از فناوری 4G و 3G باهم همزمان
- کیفیت فیلم برداری 30fps 1080p در ثانیه
- دوربین دوم با کیفیت اچ دی 720p برای مکالمات تصویری

## معایب
- نداشتن پورت USB استاندارد
- نداشتن GPS در مدل وای‌فای
- عدم ارتقای مموری کارت[۱]

## فروش
به گفته شرکت اپل، ۳ روز پس از ارائه محصول یه بازار، تعداد ۳ میلیون عدد از این محصول و آی‌پد مینی فروخته شد که این سرعت ۲ برابر فروش آی‌پد ۳ است.